# Deolinda
Els Deolinda són un grup de música popular portuguesa (MPP), inspirat pel fado i pels seus orígens tradicionals.
Els Deolinda s'inspiren en el fado, però deixant de banda diversos clixés. Per exemple, no utilitzen guitarra portuguesa i les seves lletres no són serioses, tristes ni fatalistes. La seva música pot ser ballada i la cantant vesteix robes acolorides contra la tradició de vestir de negre rigorós. La seva música s'inspira tant en la música popular portuguesa de José Afonso, António Variações, Sérgio Godinho, Madredeus o Amália Rodrigues i Alfedo Marceneiro com en el rebétiko grec, la ranxera mexicana, la samba, la música hawaiana o el jazz i el pop.
Les seves lletres parlen de les coses quotidianes en la vida dels portuguesos i de la seva forma de ser.
El nom de Deolinda es refereix a un personatge de ficció creat pel grup. Es tracta d'una noia, soltera, poc atractiva que viu a un barri social de Lisboa i que sempre s'enamora de nois que no li fan ni cas. Aquest tipus de noia protagonitza bona part de les cançons.

## Història
El projecte musical va sorgir el 2006, quan els germans Pedro da Silva Martins i Luís José Martins (ex-Bicho de 7 Cabeças) convidaren la seva cosina, Ana Bacalhau, aleshores vocalista dels Lupanar, per a cantar quatre cançons que havien escrit. Aleshores s'adonaren que la veu de la cosina s'adequava a la perfecció a les rimes i melodies per ells creades. Convidaren, també, Zé Pedro Leitão, contrabaixista dels Lupanar i actual marit d'Ana Bacalhau a sumar-se als tres, naixent així, els Deolinda.
El tema Contado ninguém acredita va ser inclòs al recopilatori Novos talentos del 2007 editat per la cadena FNAC.
El 21 d'abril del 2008, aparegué el seu primer disc, Canção ao lado. El single Fado Toninho obtingué una gran repercussió en ser inclòs a la banda sonora de la telenovel·la Feitiço de amor. L'octubre del 2008, esdevingué disc d'or i el desembre disc de platí.
L'abril del 2009, el grup inicià la seva primera gira europea. Actuaren a diversos països, entre ells, Holanda, Alemanya i Suïssa.
El dia 26 d'abril del 2010 varen publicar a Portugal el seu segon disc Dois selos e um carimbo, tenint com a primer senzill la cançó Um contra o outro. El desembre, participaren amb la cançó Fungágá da bicharda en el disc benèfic Leopoldina.

## Membres
- Ana Bacalhau: Veu.

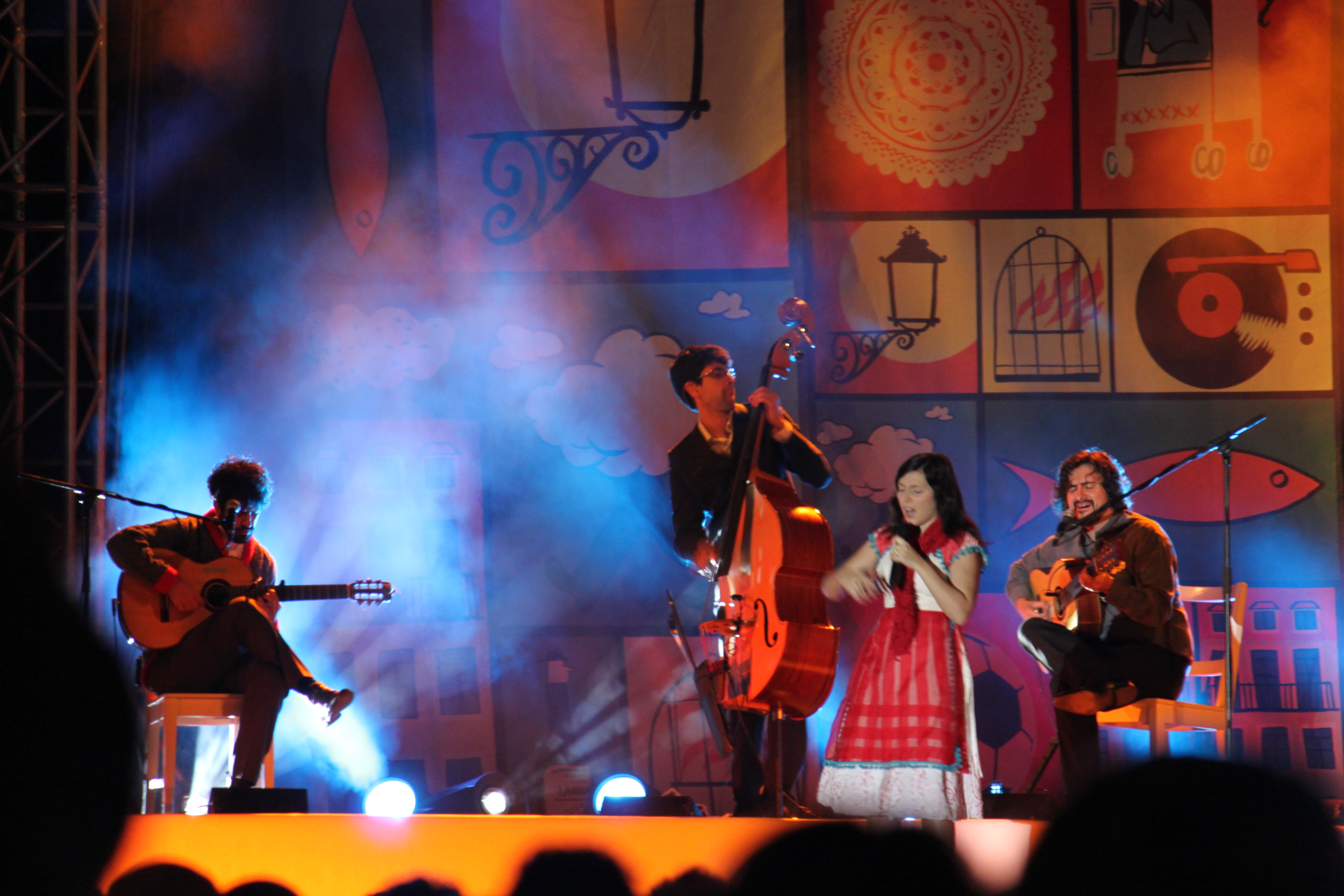
Deolinda en directe a Oeiras.

- Luís José Martins: Guitarra clàssica, ukelele, cavaco, guitalele, guitarra braguesa i veu.
- Pedro da Silva Martins: Guitarra clàssica i veu.
- Zé Pedro Leitão: Contrabaix i veu.

## Discografia
- Canção ao lado (2008)
- Dois selos e um carimbo (2010)
- Mundo pequenino (2013)